# Anthrax cunctator
Anthrax cunctator är en tvåvingeart som beskrevs av Hesse 1956. Anthrax cunctator ingår i släktet Anthrax och familjen svävflugor. Inga underarter finns listade i Catalogue of Life.